# 敗瓜增一
海豚座1，又名BD+10 4303，HD 195325、SAO 106172、HR 7836，是海豚座的一颗恒星，视星等为6.08，位于銀經54.66，銀緯-16.21，其B1900.0坐标为赤經20h 25m 30.6s，赤緯+10° -16.21′ 39″。